# Teddy Flack
Edwin Harold «Teddy» Flack (født 5. november 1873 i Islington, Middlesex, Englandm dæd 10. januar 1935 i Berwick, Victoria, Australien) var en australsk atlet og tennisspiller.
Flack blev olympisk mester to gange i 1896 i Athen under de første olympiske lege i moderne tid. Han vandt 1500 meterløbet efter en duel mod favoritten Arthur C. Blake. I 800 meterløbet vandt Flack sit indledende heat, og dette gentog han i finalen i tiden 2.11,0 minutter; i begge tilfælde blev ungareren Nándor Dáni nummer to. Flack stillede også op i maratonen dagen efter, til trods for at han aldrig havde konkurreret i længere løb end 10 miles. Halvvejs i løbet lå han på en andenplads bag Albin Lermusiaux fra Frankrig, som havde vundet bronzemedalje på 1500 m. Efter 32 kilometer måtte franskmanden give op, og dermed var Flack i spidsen. Men kun fire kilometer fra mål kollapsede han, og da en græsk tilskuer prøvede at hjælpe ham, slog han tilskueren ned. Flack blev diskvalificeret.[kilde mangler]
Flack deltog også i tennisturneringen, både i single og double, i Athen. Han tabte i den indledende runde til Aristidis Akratopoulos fra Grækenland i single. I double spillede han sammen med briten George S. Robertson. De kom til semifinalen efter at have vundet den første kamp på walkover. De tabte semifinalen til Dionysios Kasdaglis fra Egypten og Demetrios Petrokokkinos fra Grækenland. De kom dermed på tredjepladsen, men i 1896 var det kun vinderen, der fik medalje i sølv. Det var først under OL 1904 der blev indført guld, sølv og bronze for de tre første placeringer.
Han døde efter en hjerteoperation i 1935.